# Administrativní dělení Arménie

10 arménských provincií a město Jerevan

Arménie je rozdělena do jedenácti administrativních divizí. Z toho deset provincií je známo jako marzer (մարզեր) nebo v jednotném čísle marz (մարզ) v arménštině.
Jerevan má speciální administrativní status jakožto hlavní město země. Nejvyššímu představiteli v každé z deseti provincií se říká marzpet a je jmenovaný arménskou vládou. V Jerevanu je nejvyšší představitel starosta, kterého jmenuje prezident.

## Přehled území
| Číslo na mapě | Provincie      | Správní sídlo | Rozloha [km²] | Obyvatelstvo (2022) | Hustota zalidnění (obyv./km²) | Počet komunit | Počet osad |
| ------------- | -------------- | ------------- | ------------- | ------------------- | ----------------------------- | ------------- | ---------- |
| 1             | Aragacotn      | Aštarak       | 2 756         | 128 941             | 47                            | 72            | 120        |
| 2             | Ararat         | Artašat       | 2 090         | 248 982             | 119                           | 95            | 99         |
| 3             | Armavir        | Armavir       | 1 242         | 253 493             | 204                           | 97            | 98         |
| 4             | Gegharkunik    | Gavaṙ         | 5 349         | 209 669             | 39                            | 57            | 98         |
| 5             | Kotajk         | Hrazdan       | 2 086         | 269 883             | 129                           | 42            | 69         |
| 6             | Lorri          | Vanadzor      | 3 799         | 222 805             | 59                            | 56            | 130        |
| 7             | Širak          | Gjumri        | 2 680         | 235 484             | 88                            | 42            | 130        |
| 8             | Sjunik         | Kapan         | 4 506         | 114 488             | 25                            | 8             | 138        |
| 9             | Tavuš          | Idževan       | 2 704         | 114 940             | 43                            | 24            | 65         |
| 10            | Vajoc Dzor     | Jeghegnadzor  | 2 308         | 47 369              | 21                            | 8             | 55         |
| 11            | Jerevan        | Jerevan       | 223           | 1 086 677           | 4 873                         | 1             | 1          |
|               | Arménie CELKEM | Jerevan       | 29 743        | 2 932 731           | 99                            | 502           | 1003       |

## Komunity (hamaynkner)
V každé provincii jsou komunity (hamaynkner, hamaynk v jednotném čísle). Každá komunita je samosprávná a skládá se z jedné nebo více osad (bnakavayrer, bnakavayr v jednotním čísle). Osady jsou označovány jako města (kaghakner, kaghak v jednotném čísle) nebo vesnice (gyugher, gyugh v jednotném čísle). V roce 2020 bylo v Arménii 503 komunit. Jerevan má také status komunity. Kromě toho je Jerevan rozdělen do 12 samosprávných okrsků.